# ファベラ
ファベラ（fabella）とは、何割かのヒトの膝の裏にある小さい骨。

## 概要
大腿骨外側顆後部、腓腹筋外側頭の腱の中にある小さな種子骨であり、いくつかの哺乳類に存在する。これは副骨であり、解剖学的変異としてヒトの39％に認められる。ファベラが2つか3つ存在する人もいる。遊離体（いわゆる「関節ねずみ」）や骨棘と間違われることがある。「fabella」という言葉は、ラテン語で「小さいソラマメ」の意味。
ヒトにおいては、ファベラは女性よりも男性に存在することが多く、若い人よりも年配の人に存在することが多い。また地域差が大きく、アジアとオセアニアに住む人には存在することが多く、北アメリカとアフリカに住む人には存在しないことが多い。片側性の症例（つまり片方の膝に存在する）よりも両側性の症例（つまり両方の膝に存在する）の方が多く、個々の症例を見た場合では、ファベラが存在する確率は右膝でも左膝でも変わらないようだ。まとめると、これらのデータが示唆するのは、ファベラが形成されるかどうかはおそらく遺伝によるものの、ファベラが骨化するかどうかはおそらく環境によるということだ。
ヒト科が進化するにしたがってファベラは消失したように見えたが、ヒトがチンパンジーから分岐した後、いつの間にか再びヒトの体に現れた。ヒトの進化の過程において、ファベラが再登場したのはチンパンジーから分岐した直後（500万〜700万年前）のことなのか、あるいはごく最近のことなのかはよく解っていない。
ファベラが存在していても、気になることはあまりないが、膝関節面で膝蓋軟骨軟化症や変形性関節症などが発生した際に、膝関節後側部の痛みを引き起こす場合があり、「ファベラ症候群」という。

## 参照
1. ↑  Berthaume, Michael A.; Di Federico, Erica; Bull, Anthony M. J. (April 17, 2019). “Fabella prevalence rate increases over 150 years, and rates of other sesamoid bones remain constant: a systematic review”. Journal of Anatomy (Wiley) 235 (1):  67–79. doi:10.1111/joa.12994. PMC 6579948. PMID 30994938.
2. ↑  “Sore knee? Maybe you have a fabella”. BBC News. (2019年4月19日)
3. ↑  Egerci, OF; Kose, O; Turan, A; Kilicaslan, OF; Sekerci, R; Keles-Celik, N (2017). “Prevalence and distribution of the fabella: a radiographic study in Turkish subjects”. Folia Morphol (Warsz). 76 (3):  478–483. doi:10.5603/FM.a2016.0080.
4. ↑  Berthaume, Michael A.; Bull, Anthony M. J. (October 17, 2019). “Human biological variation in sesamoid bone prevalence: the curious case of the fabella”. Journal of Anatomy (Wiley). doi:10.1111/joa.13091. PMC 6956444.
5. ↑  Sarin, Vineet K.; Erickson, Gregory M.; Giori, Nicholas J.; Bergman, A. Gabrielle; Carter, Dennis R. (1999). “Coincident development of sesamoid bones and clues to their evolution”. The Anatomical Record (Wiley) 257 (5):  174–180. doi:10.1002/(SICI)1097-0185(19991015)257:5<174::AID-AR6>3.0.CO;2-O.
6. ↑  Dannawi, Z.; Khanduja, V.; Vemulapalli, K.; Zammit, J.; El-Zebdeh, M. (20 January 2010). “Arthroscopic Excision of the Fabella –”. Journal of Knee Surgery 20 (4):  299–301. doi:10.1055/s-0030-1248063. PMID 17993073.